# یانوش کادار
یانوش کادار (مجاری: Kádár János؛ زاده ۲۶ مه ۱۹۱۲ – درگذشته ۶ ژوئیه ۱۹۸۹) رهبر کمونیست مجار بود و از ۱۹۵۶ تا زمان بازنشستگی در ۱۹۸۸ قدرت را در دست داشت. دورهٔ ۳۲ سالهٔ رهبری او در جمهوری خلق مجارستان طولانی‌ترین و بیشترین پوشش را دارا بود. وی در دو دوره ‎۱۹۵۶–۱۹۵۸ و ‎۱۹۶۱–۱۹۶۵ به عنوان نخست‌وزیر و از ‎۱۹۵۶–۱۹۸۸ در مقام دبیرکل حزب کارگران سوسیالیست مجار فعالیت کرد. کادار نقشی کلیدی در انتقال مجدد سیاست مجارستان به طرفداری از شوروی پس از انقلاب ۱۹۵۶ به رهبری ایمره نادْیْ ایفا کرد. در مقایسه با سیاستهای استالینیستی پیشین که ماتیاش راکوشی سردمدار آن بود، در زمان کادار نظارت سیاسی در مجارستان به حداقل رسید و اجازه آزادی بیانِ محدود نیز وجود داشت که به تبع آن زندگی فرهنگی مردم نیز از این فضا بهره‌مند می‌شد. برای دستیابی به رشد اقتصادی سریعتر، دولت کادار در اواخر دهه شصت سیستم جدیدی از مدیریت اقتصادی غیرمتمرکز را تصویب کرد که در آن به مدیران کارخانه‌ها و کشاورزان آزادی عمل بیشتری برای اتخاذ تصمیمات اساسی داده‌شد و در نتیجهٔ آن مجارستان تبدیل به یکی از پر رونق‌ترین کشورهای بلوک شرق گشت. کادار با کاهش سلامت و بالا رفتن سن، از دبیر کلی حزب بازنشسته شد و تا مه ۱۹۸۹ به صورت تشریفاتی در پست ریاست باقی ماند. او در ۶ ژوئیه ۱۹۸۹ در سن ۷۷ سالگی، سه ماه پیش از پایان رسمی سیستم کمونیستی درگذشت.